# Diego Suárez
|  | Aquest article tracta sobre el navegant portuguès. Si cerqueu la ciutat a l'extrem nord de Madagascar, vegeu «Antsiranana». |

Diego Suárez fou un pirata i navegant portuguès del segle xvi. El 1543, Martim Afonso de Sousa, governador de l'Índia Portuguesa, preocupat pel seu germà Pero Lópes de Sousa, del que havia sabut que havia naufragat el 1540 al nord de Madagascar, va enviar-lo al seu rescat, va fondejar a la badia que ara du el seu nom, i va tornar a l'Índia amb una càrrega de plata i esclaus però sense notícies de Sousa.